# Vår själ är fylld av heligt lov
Vår själ är fylld av heligt lov är en psalm med text av James C Bateman (verser), W T Giffe (refräng skriven 1880). Svensk text publicerades i Stridsropet 1885. Texten bearbetad 1986 av Karin Hartman. Musik ur Salvation Music 2, 1880.

## Publicerad i
- Stridsropet 1885
- Musik till Frälsningsarméns sångbok 1907 som nr 34.
- Frälsningsarméns sångbok 1929 som nr 444 under rubriken "Strid och verksamhet - Under striden".
- Frälsningsarméns sångbok 1968 som nr 515 under rubriken "Strid Och Verksamhet - Kamp och seger".
- Psalmer och Sånger 1987 som nr 666 under rubriken "Att leva av tro - Verksamhet - kamp - prövning".[1]
- Frälsningsarméns sångbok 1990 som nr 662 under rubriken "Strid och kallelse till tjänst".
- Sångboken 1998 som nr 147.